# Opont
Opont (in het Waals Ôpont) is een dorp in de Belgische provincie Luxemburg en een deelgemeente van Paliseul. In de deelgemeente liggen naast het centrum van Opont nog de gehuchtjes Our en Beth (Waals: Bè).

## Geschiedenis
Het was een zelfstandige gemeente tot de fusie van 1977.

## Demografische ontwikkeling
- Bronnen:NIS, Opm:1831 tot en met 1970=volkstellingen, 1976= inwoneraantal op 31 december

## Bezienswaardigheden
- De Sint Remacluskerk, die gebouwd werd in 1680 en geklasseerd is 1982, heeft één middenbeuk (schip) van de 16de, 17de en 18de eeuw en is in verschillende fasen gebouwd.
- Het oude kasteel van Abyes, die in de 16de en 18de eeuw is gereconstrueerd, is gelegen in het gehucht Beth. Het is eigendom geweest van de abdijen van Stavelot en Saint-Hubert dat reeds in een handvest in 1268 wordt vermeld. In 1872 is het verbouwd tot een klooster door de zusters visitandinnen uit Duitsland. Sinds 1985 hebben ze het kasteel verlaten. In de Eerste Wereldoorlog heeft het gediend als ziekenzaal; in de Tweede Wereldoorlog hebben Hitler en zijn staf daar een tijdje hun intrek genomen. Het kasteel, dat niet bezocht kan worden, is eigendom van de ondernemer de Heer Delbrassine en wordt sinds 1984 gebruikt als internaat voor jongeren en opvangcentrum voor kinderen. Er is wel een boerderij met zeldzame duiventil en het kerkhof van de zusters, met houten kruisen, te bezichtigen.
- De brug over de Our in Beth is eveneens geklasseerd in 1984.